# 桜Trick
『桜Trick』（さくらトリック）は、タチによる日本の4コマ漫画作品。芳文社の『まんがタイムきららミラク』Vol.1 から2017年10月号まで連載された。
2013年8月号において、テレビアニメ化が発表され、2014年1月から3月まで放送された。
ほぼ全ての話において、最低1回以上のキスシーンが描かれているのが特徴。作者が描いた「女の子同士がキスをする同人作品」を見たきららの編集者から声をかけられ「そういう要素のある作品を」と言われて描いたのがこの作品とのこと。ただし「毎話キスを」とまでは言われていなかったという。

## あらすじ
主人公・高山春香と園田優は、美里西高等学校第62期生として入学する。しかしそこは3年後に東高等学校と合併し廃校となることが決まっていた。そしてクラスメイトの野田コトネ・南しずく・池野楓・飯塚ゆずと友達になる。
優が大好きな春香は、優が他の生徒とさっそく仲良くしている様子を見て嫉妬してしまう。春香は自分だけが優の「特別」な友達でありたいと願っていた。それに対して優が「他の子たちとは絶対にしないことをしよう」と提案する。それに対して春香が答えた他の友達とはしない「特別」なこととは「キス」だった…。
そんな中、2人はしずくとコトネがキスをしているのを見かける。そんな4人を不審に思う楓だったが、ゆずは4人を普通の友達だとみなし、楓から呆れられる。
その後優の姉で美里西高校生徒会長の園田美月は春香と優の関係に疑問を抱く。偶然2人のキスを目撃してしまった美月は2人をたしなめるが、自分の本当の気持ちに気づき、自身の卒業式で春香に告白する。
年度が変わり、春香たち6人は2年生になる。生徒会長には春香たちとともに美月らの送別会を開いた乙川澄が就任したが、先行きへの不安から、春香に時々「お姉ちゃん」になってもらうように頼む。一方、前年度の生徒会副会長で現在美月と同じ大学に通っている坂井理奈が優の家を訪ね、優に美月との関係について相談する。
その後夏休みになり、理奈が帰ってくるが、理奈は春香と美月の関係に疑いを抱く。しかし理奈は、美月が春香の誕生日である8月25日を美月と理奈の友達記念日であると認識していたことを知り、疑っていた自分を後悔する。一方、優は春香の様子が変であることを察し、春香が何か隠し事をしているのではないかと疑う。
冬になり、澄は学校での思い出を作るためイベントを開く。そして3学期になり、澄らの卒業が近づき、春香たちは3年生を送るイベントを開く。澄は春香の卒業後、自分と同居することを提案するが春香はその提案を断り、代わりに自分のリボンを澄に渡すのだった。
そして3年生になった6人。春香は、生徒会書記の神坂るなからとある相談を受ける。るなは、春香と優がキスをしているところを目撃しており、自分も同じく生徒会会計の滑川玲に対して密かに想いを抱いていることから、春香に「キスの先輩」として相談を持ち掛けたのだ。話の流れの中で、るなは春香と優は「キス友」のようなものだと語る。そのことを優にも話す春香だったが、優はどこか浮かない表情をする。そんな中、コトネが突然優の家に押しかけてくる。曰く「優の家にしばらく居候させてほしい」とのことで、優は（家族次第ではあるものの）それを快諾。一時的に優と共に暮らすこととなった。そしてコトネは優に自分には森島空という婚約者がいることを告げる。
時は流れ、修学旅行の時期。東京に到着した面々が出会ったのは、コトネと瓜二つの姉である野田鳴子であった。しずくは、姉の鳴子に対し「コトネを自分に欲しい」と要求する。しずくは、コトネが空の下に行くことを恐れており、その思いを姉妹に告白した。その思いはコトネも同じ。鳴子は「今のままでは現状維持なのでダメ、今の状態からさらに前に進むこと」をアドバイスとして伝えた。
季節は進み夏。高校生活最後の夏休みも残りわずかとなり、優が春香の家に遊びに来ることに。そんな中、またしてもコトネが（今度はしずくも連れて）春香の家にやってきて、また優の家に泊めてもらえないかと頼み込む。コトネは、春香たちとの話の中から、空がゆずにも手を回したり6人の後をつけてきていたことに気付き、しずくと共に駆け落ちすることを決意。春香はコトネとしずくと離れ離れになることを防ぐべく、ある人物に相談する。その人物とは、高校を卒業後都会の大学に進学し、かつ空と関係を持たない澄であった。
澄の計らいもあり、コトネと空の婚約問題も無事解決。そして卒業が近づく。以前の会話の内容から優が調理師専門学校への進学を決めていたことを知った春香は、自分の希望進路（大学進学）を変えてまで優と共にいようとする。そんな春香の行動に違和感を覚えた優は、春香に対し「安心できるところに留まりたい、変化が怖いだけ」「自分たちの関係がただの『キス友』で終わりたくない」「友達ではなく、恋人になりたい」ことを伝える。優の本当の気持ちを聞き、動揺する春香。そこに澄がやってきて、相談に乗ってもらうことに。話の中で、澄は優が春香のことを好きなのは「自分のために頑張ってくれる、変わっていく春香の姿」が好きだからと伝えた。「優が自分のことを変えてくれた」と思い込んでいた春香は自らの過ちに気付き、今度こそ逃げないことを決意。翌朝優を呼び出し、前夜断られたキスを交わす。こうして2人は晴れて恋人同士となった。
受験も無事終わり、卒業式（兼廃校式）当日。式典をこっそり抜け出し、自分たちがこれまでキスをしてきた場所を巡る春香と優。最後にたどり着いたのは、2人が初めてキスをしたあの空き教室。あの日、この場所から始まった「他の子たちとは絶対にしないこと」...。最後に2人は「友達同士のキス」ではなく「恋人同士のキス」を交わすのだった。

## 登場人物

### メインキャラクター
以下、プロフィールはアニメ公式ガイドブックに記載された情報に基づく。
高山 春香（たかやま はるか）
声 - 戸松遥
年齢：16歳 / 誕生日：8月25日 / 星座：乙女座 / 血液型： A型 / 身長：158cm / 体重：47kg / 家族構成：父・母 / よく言う言葉：「キャー!」「あらら」「ねー!」
マイブーム：頭をなでること(しずくの) / 趣味：短歌 / 特技：優のお着替えを手伝うこと / 好きなもの：優 / 苦手なもの：大きな物音 / 得意料理：黒ゴマ和風パスタ
好きな色：白 / 好きな花：アネモネ / 好きな食べ物：いちごヨーグルトパフェ / 好きな乗り物：徒歩が好き / 好きなスポーツ：バレーボール / 好きなファッション：フェミニン系
本作の主人公。一人称は「私」。美里西高校の一年生。大きな白いリボンがトレードマークだが、卒業式で澄に渡した。コトネからは「春ぽっぽ」と呼ばれることもある。三年生になってからは生徒会副会長を務める事となった。
優とは親友同士で優のことは何でも知っていると自負している。優と知り合うまで友達がいなかったせいか、クラスの席が離れただけでショックを受けてしまうなど、やや優に依存しているところがある。当初は優に依存しすぎるのはダメと考えていたものの、キスをするようになってからはより一層依存が強くなり、優が退学になったら高校に通う理由がなくなるとまで思っている。また優が他の女子たちと絡んでいるだけで嫉妬することがあるため優に「SBJK（嫉妬深い女子高生の略）」とあだ名されてしまった。一方で他人が自分たちのような仲になることは嬉しいようで密かにゆずと楓も似たような関係になればよいと考えている節がある。またかなり妄想癖が激しく変な妄想をして悶えていることが多い。
胸はDカップと大きく（ただし優にはCカップと勘違いされている。8巻のカバー下の漫画ではEカップになっていた）、触られると非常に嫌がる。たとえ相手が優であっても例外ではなく、優にキスをやめさせるための弱点として利用される。
やや天然気味だが優に勉強を教えるなど成績は良い。反面運動は苦手。
園田 優（そのだ ゆう）
声 - 井口裕香
年齢：16歳 / 誕生日：6月24日 / 星座：蟹座 / 血液型：AB型 / 身長：149cm / 体重：42kg / 家族構成：父・母・姉 / よく言う言葉：「なのさ!」
マイブーム：カモノハシ・ハリネズミ / 趣味：カラオケ・スポーツ / 特技：走り幅跳び / 好きなもの：青空・肉球 / 苦手なもの：お化け・夕焼け・勉強 / 得意料理：おむすび
好きな色：青緑 / 好きな花：マーガレット・コスモス / 好きな食べ物：抹茶 / 好きな乗り物：自転車 / 好きなスポーツ：スポーツ全般 / 好きなファッション：カジュアル系
本作のもう一人の主人公。一人称は「私」。春香の親友でクラスメイト。花の髪飾り（蛍光塗料付き）がトレードマーク。
性格は明るく甘えん坊で、春香だけではなくコトネなどに対してもひざに乗るなどいちゃいちゃすることもある。
キスについては春香ほど積極的ではなく他の人に知られたりするのを危惧したりしているものの時折自ら進んでキスを求めることもある。
体育は得意だが勉強の成績はあまりよくないようで、春香からノートを借りて課題を写したり、補習に呼ばれたりしている。実はへその横にあるほくろを気にしている。
野田 コトネ（のだ コトネ）
声 - 相坂優歌
年齢：16歳 / 誕生日：1月3日 / 星座：山羊座 / 血液型：O型 / 身長：162cm / 体重：50kg / 家族構成：父・母・姉(結婚)・妹 / よく言う言葉：「わかる〜」「よろしくハロリン」「おはモニ」
マイブーム：しずくの手作りから揚げにマヨネーズをかけて食べること / 趣味：テレビドラマ観賞 / 特技：ピアノ演奏 / 好きなもの：透け感のあるもの / 苦手なもの：家事全般
好きな色：オレンジ・ネイビー / 好きな花：ガーベラ / 好きな乗り物：自転車 / 好きなスポーツ：テニス / 好きなファッション：ジーンズ
春香や優たちのクラスメイトで財閥の令嬢。一人称は「私」。しずくの従姉妹で彼女の家に居候している。明るくノリが良く、他人をあだ名で呼んだり、独特の挨拶をしたりしている。
しずくとは春香と優のようにキスをする関係で、2人ほどではないものの時々キスをしている。この関係については春香と優には目撃されており気づかれている。スタイルは春香と同じ位良い。
シノブという中学生の妹がいる。姉もおり、しずくの家への居候も姉の発言に影響されたところもある。
シノブによると、家を出て行ったことに両親は怒っており、婚約の話も放っている。
南 しずく（みなみ しずく）
声 - 五十嵐裕美
年齢：16歳 / 誕生日：4月15日 / 星座：牡羊座 / 血液型：A型 / 身長：156cm / 体重：45kg / 家族構成：母 / よく言う言葉：「だよね」
マイブーム：ファッションショー・カフェ / 趣味：日記 / 特技：編み物 / 好きなもの：夏祭り・バスタイム / 苦手なもの：虫
好きな色：パッションピンク / 好きな花：アジサイ / 嫌いな食べ物：辛いもの / 好きな乗り物：自転車 / 好きなスポーツ：なわとび / 好きなファッション：ガーリーなもの・キュロット
春香や優たちのクラスメイト。コトネの従姉妹。一人称は「私」。髪の毛をシュシュでツインテールにしている。
普段は仏頂面であるが、怒ると笑顔になる。おとなしくやや人見知りな性格だが意外とノリが良い一面もあり、ファッションやスイーツについては饒舌になる。
可愛らしい外見ゆえかよくコトネに撫でられたりイジられることが多い。母子家庭である。実は寂しがり屋で泣き虫。
池野 楓（いけの かえで）
声 - 渕上舞
年齢：16歳 / 誕生日：2月2日 / 星座：水瓶座 / 血液型：B型 / 身長：156cm / 体重：45kg / 家族構成：父・母・妹・弟 / 癖：笑う時に口に手を当てる
マイブーム：きょうだいと糸電話 / 趣味：映画観賞 / 将来の夢：保育士 / 好きなもの：サブカルショップ / 苦手なもの：くすぐられること
好きな色：グレー・青・オレンジ / 好きな花：ユズ / 好きな乗り物：電車・自動車 / 好きなスポーツ：マラソン / 好きなファッション：ラフでカジュアルなもの
春香たちのクラスメイトで学級委員を務めている。2年生時に生徒会副会長に就任し、澄の卒業後は生徒会長を引き継いだ。一人称は「私」。
コトネやゆずとは中学が同じで、特にゆずと仲が良いが春香たちやコトネたちのような深い関係ではない。しかし、楓自身はゆずに気があるようなそぶりを見せることもある。
しっかりものだがつかみどころが無く意外と策士な一面もあり相手をからかったり自分ルートに誘導したりするのがうまい。年上に対しても飄々とした態度を崩さないが、先輩たちの卒業の際には泣き出し、澄の卒業の際は送辞を読む立場にあったが涙が止まらずまともに読めなくなっている。
弟（声 - 斉藤佑圭）と妹（声 - 佐土原かおり）がおり、よく面倒を見ている。
飯塚 ゆず（いいづか ゆず）
声 - 戸田めぐみ
年齢：16歳 / 誕生日：9月27日 / 星座：天秤座 / 血液型：O型 / 身長：156cm / 体重：46kg / 家族構成：父・母 / よく言う言葉：「オイ!」
マイブーム：爪先立ち / 趣味：創作ダンス / 将来の夢：ダンス教室の教師 / 好きなもの：テレビ・駅ビル / 苦手なもの：電車に乗るときの電車とホームの隙間 / 得意料理：焼きそば・カレーライス
好きな色：赤 / 好きな花：チューリップ・カーネーション / 好きな食べ物：炭酸ドリンク / 好きな乗り物：自動二輪 / 好きなファッション：ショートパンツなどの動きやすい服
春香たちのクラスメイト。楓と仲がいい。一人称は「あたし」。耳のようにはねた髪が特徴。少し太ももが太いのを気にしているようで、ルーズソックスを履いている。
ややお調子者な面があるが登場人物の中では常識人であり他の面々に対してはよくツッコむ。しかし、何かと自分のせいにされたり、美月からは名前を間違えられたりと不遇な扱いが多い。
春香たちやコトネたちの行動を若干不審がる楓に対し、彼女たちをあくまで普通の友人関係と思っており、楓からは少々呆れられている。第2巻の途中からは原付バイクで登校をしている。
実は「ゆず」という名前を気に入っている。

### サブキャラクター
園田 美月（そのだ みつき）
声 - 藤田咲
誕生日：8月10日 / 星座：獅子座 / 血液型：AB型 / 身長：160cm / 体重：50kg
優の姉。一人称は「私」。美里西高校3年生で生徒会長。優と同じ髪飾りを付けている。また、視力が悪く眼鏡をかけており、「体の一部」とまで称しているが、故に眼鏡をかけたまま寝てしまう悪癖がある。スタイルは春香以上に良い。
高校に入ってから優が春香に関する話題が増えたことに対して不思議がっていたが、優の部屋で春香と優がキスをしているのを目撃して以降、二人の関係を怪しんでおり、楓とゆずに二人の関係を報告させるなどしていた。
二人の関係を怪しんで行くごとに自身の妄想の中に春香が出てくるようなり、最初は否定していたが、校内で春香と優のキスを目撃してからは春香への好意に気付き、送別会で優の前で春香に告白する。しかし春香の誕生日については理奈に言われるまで知らなかった。
真面目でしっかり者だが、ややズレた面も多く時折変な行動を起こしては周りから突っ込まれることが多い。また、妹想いで、優の事をかなり可愛がっており、度々甘やかしている。
優とは対照的にスポーツは苦手だが、成績は優秀である。
卒業後は県外の大学に理奈と共に進学した。ゆずのことを「みかんさん」と間違って呼んでいる。
坂井 理奈（さかい りな）
声 - 遠藤ゆりか
誕生日：11月8日 / 星座：蠍座/血液型：AB型 / 身長：156cm / 体重：48kg
美月の同級生で生徒会副会長。一人称は「理奈」もしくは「私」。赤いリボンをつけている。誰にも敬語で話す。ガーリック系の食べ物を好み、あまり食べていないと眠くなる体質らしい。
美月に好意を持っており、美月が春香に好意を寄せていたことにも気付いていたが、春香に対しては特に嫉妬はおろか恋のライバル視はしておらず、むしろ気軽に優しく接している。卒業後は美月と同じ大学に進学する。進学後は美月とルームシェアしているようで何かとニンニク料理を薦めている。
アニメではわずかながら出番が追加されている。
乙川 澄（おとかわ すみ）
声 - 麻倉もも
誕生日：5月30日 / 星座：双子座 / 血液型：B型 / 身長：145cm / 体重：43kg
美里西高校2年生。一人称は「澄」。生徒会に所属しており美月らの卒業後に会長職を受け継ぐ。
語尾に「のじゃ」とつけた話し方をする。これは彼女曰く祖父は「威厳のある人」でその孫として生まれたため生まれつきこうなっているというが、たまに標準語に戻ってしまうことがある。この喋り方は教頭先生からも注意されており、集会などでは普通の言葉を話す。
女性の胸に触るのが好きで、胸の大きさから人物を判別できる。春香たちから『スミスミ会長』と呼ばれている。優以上に小柄で春香達からは最初年下と勘違いされていた。
後輩たちからよくいじられていた。優は彼女に終始タメ口で接していた（6巻のカバー下の漫画でこのことがネタにされている）。他の生徒は敬語を使っている。
しっかり者だが本質的には甘えん坊のようで美月と理奈がいなくなって寂しく思っており、春香に「お姉ちゃんになってほしい」と頼み、以後は時々彼女に甘えるようになった。
彼女の持っているペンには髭を模したマスコットがついていたり、美月と理奈の送別会では二人に手製の付けひげをプレゼントしていた。
卒業直前になってから「卒業したくない」と春香にこぼすが、春香がつけていたリボンをもらうことで自信を取り戻した。
原作では美月ら三年生の卒業直前になって初めて登場したが、アニメでは出番が追加されており原作よりかなり早い段階で登場する。
野田 シノブ（のだ シノブ）
声 - 西明日香
コトネの3歳年下の妹。コトネがしずくの家に居候しているのを快く思っていない。
野田 鳴子（のだ なるこ）
コトネの姉。既に結婚しており、独り立ちしている。彼女の言葉が、コトネに大きな影響を与えることとなる。
山田（やまだ）
声 - 川島悠美
コトネの家に勤めるメイドで、コトネがしずくの家に居候しているため毎日しずくの家に服を届けている。
南 なぎさ（みなみ なぎさ）
しずくの母。コトネの家でも有名になっている。正月は昼間から酒を飲むなどのほほんとしている。
森島 空（もりしま そら）
美月と同じ塾の講師の先輩で、ゆずの家庭教師でもある。よく美西の近くを通るが卒業生ではない。女性だが、容姿や口調から男性に間違われることが多い。
木谷 有香（きたに ゆうか）
声 - 藤井詩絵里
体育教師。春香達のクラスの担任でもある。
持田 由香子（もちだ ゆかこ）
声 - 佐土原かおり
化学教師。木谷とよく一緒に行動している。
大崎 秋子（おおさき あきこ）
声 - 今井和香子
川藤 藍（かわとう あい）
声 - 花守ゆみり
津々井 灯（つつい あかり）
声 - 幸田夢波
新村 茜（にいむら あかね）
声 - 飯塚麻結
吉田 歩美（よしだ あゆみ）
声 - 大和田仁美
以上5名は、春香たちのクラスメイト。
神坂 るな
生徒会書記。C組。玲の恋人。
滑川 玲
生徒会会計。C組。るなの恋人。

## 書誌情報

### 単行本
| 巻数 | タイトル  | 初版発行日付（発売日）         | ISBN              |
| ---- | --------- | ------------------------------ | ----------------- |
| 1    | 桜Trick 1 | 2012年9月11日（8月27日）       | 978-4-8322-4187-9 |
| 2    | 桜Trick 2 | 2013年3月14日（2月27日）       | 978-4-8322-4268-5 |
| 3    | 桜Trick 3 | 2013年11月10日（10月26日）     | 978-4-8322-4360-6 |
| 4    | 桜Trick 4 | 2014年3月14日（2月27日）       | 978-4-8322-4410-8 |
| 5    | 桜Trick 5 | 2015年1月9日（2014年12月25日） | 978-4-8322-4507-5 |
| 6    | 桜Trick 6 | 2015年11月11日（10月27日）     | 978-4-8322-4627-0 |
| 7    | 桜Trick 7 | 2016年11月11日（10月27日）     | 978-4-8322-4756-7 |
| 8    | 桜Trick 8 | 2017年10月12日（9月27日）      | 978-4-8322-4873-1 |

### 関連書籍
- 『桜Trick アンソロジーコミック vol.1』2014年2月11日第1刷発行（1月27日発売[10]）、ISBN 978-4-8322-4400-9
  - イラスト：表紙・タチ、裏表紙・小波ちま、口絵・華々つぼみ、牛木義隆、ほた。、種田優太、ms、矢澤おけ、はねこと
  - 漫画：志摩時緒、筋肉☆太郎、得能正太郎、ミズタマ、あfろ、はんざわかおり、枕辺しょーま、ぼるぴっか、さくらいす、ねこみんと、めの、カバー下・あらたまい、カバー折り返し・みじんこうか
- 『SAKURA』2014年2月11日第1刷発行（1月27日発売[11]）、ISBN 978-4-8322-4402-3
- 『桜Trick TVアニメ公式ガイドブック 〜ヒミツのシラバス〜』2014年4月26日発売[12]、ISBN 978-4-8322-4438-2

### 著者関連同人誌
- 『桜Trick Happy Memories』

#### 収録内容
1. 「Happy Days」
2. 「Mint-flavored Kiss」
3. 「Maple Season」
4. 「Happy Days 2」
5. 描きおろし

## テレビアニメ
2014年1月から3月にかけてTBSほかにて放送された。全12話。原作の第1巻から第3巻までの内容がベースとなっている。
「まんがタイムきららミラク」連載作品のアニメ化は本作が初となる。
本作では話数カウントが「Trick〇」と表記される。基本的に、A・Bパートそれぞれ1本ずつの計2本のエピソードが1話としてまとめられている。

### 製作
| 原作                 | タチ                                                            |
| 監督・シリーズ構成   | 石倉賢一                                                        |
| キャラクターデザイン | 坂井久太                                                        |
| プロップデザイン     | 小坂知                                                          |
| 美術監督             | 田山修                                                          |
| 色彩設計             | わたなべひろし                                                  |
| 撮影監督             | 浜尾繁光                                                        |
| 編集                 | 松原理恵                                                        |
| 音響監督             | 飯田里樹                                                        |
| 音楽                 | 中西亮輔                                                        |
| 音楽プロデューサー   | 髙取昌史                                                        |
| 音楽制作             | ポニーキャニオン                                                |
| プロデューサー       | - 田中潤一朗 - 髙取昌史 - 小林宏之 - 浦崎宣光 - 青木絵理子      |
| アニメーション制作   | スタジオディーン                                                |
| 製作協力             | - ポニーキャニオン - 芳文社 - スタジオディーン - メモリーテック |
| 製作                 | - TBS - 桜Trick製作委員会                                       |

#### 経緯
本作の企画は、キャラクターデザイナーの坂井久太が本作を強く推薦したことから始まった。監督の石倉賢一は、スタジオディーンのプロデューサーである浦崎宣光からオファーを受けて参加した。石倉が監督に選ばれたのは、監督選びの最中に「ちょっとエッチなところもある作品だし石倉さんがいいのでは」との推薦があったからだという。石倉は原作を読んで「日常系からさらに一歩踏み込み、実際のキスシーンを描く新しさ」に魅力を感じたと語っている。

#### 構成・脚本
監督の石倉は、シリーズ構成も兼任している。構成を担当する理由について、石倉は「結局、監督が最も原作を深く読み込むことになるため、他の脚本家に解釈を任せるよりも、自分で物語を最初から組み立てた方が効率的だ」と語った。
石倉は脚本の発注にあたって、テンポを重視し、話を詰め込むよう指示を出した。この指示は、シナリオが短いために尺が伸び、映像が間延びしてしまうのを防ぐためのものであった。

#### 演出
本作の演出について、石倉は特にキスシーンの表現に難しさを感じたと振り返っている。演技指導ではキャラクターの呼吸や息づかいに重点を置き、「チュッ」という単純な音ではなく、リアルな演技を追求した。また映像面では、話数ごとに描写方法を工夫し変化をつけるなど、細部にまでこだわった。石倉は本作のキスシーンを「この部分をナシにしてはこの作品をアニメにする意味がないほど重要な要素」と位置づけ、たとえ似たアングルであってもカットを使い回さず、すべて新規に描き起こしたという。
本作の演出には、レイアウトや背景美術、色彩設計、キャラクターの記号化などにシャフト作品との共通点が見られるが、この点について石倉は「特に意識していないが、シャフトでの経験で身についた癖が自然と出てしまった」と述べている。4コマ漫画のテンポを保ちながら原作を忠実に映像化しようとした結果、シャフト作品に似た演出になったという。カット割りでは、テンポ感とコミカルさが重視されている。キャラクターの記号化は、動作の説明が続くことで間延びするのを防ぎ、テンポを向上させるための工夫として採用されている。
原作者のタチが太腿フェチであることを踏まえて、本作ではフェティッシュな描写をより強調して描いている。その一例として石倉は「胸の揺れ方」を挙げている。動作に伴った自然な揺れを徹底しており、誇張やギャグ的な要素は排除しているという。音響面でも、揺れに合わせたコミカルな効果音は使わず、衣擦れの音のみが使用されている。

#### キャスティング
キャスティングにおいては、声優の総合的な演技力に加え、キャラクター間の組み合わせや雰囲気が重視された。石倉はオーディションでキスシーンの息づかいを含む演技テストを実施し、リアルで感情豊かな演技を求めた。演技指導では、キャラクターの呼吸や動作を細かく意識させることで、リアルな演技を引き出すことが目指された。また、感情描写においても刺々しさを排除し、キャラクター同士の優しさや繊細さを表現することに力を入れた。

### 主題歌
オープニングテーマ「Won(*3*)Chu KissMe!」
作詞 - Funta3 / 作曲・編曲 - Funta7 / 歌 - SAKURA*TRICK［高山春香（戸松遥）、園田優（井口裕香）、野田コトネ（相坂優歌）、南しずく（五十嵐裕美）、池野楓（渕上舞）、飯塚ゆず（戸田めぐみ）］
エンディングテーマ
「Kiss(and)Love」（第1話 - 第7話、第9話 - 第12話）
作詞・編曲 - Funta7 / 作曲 - Funta3 / 歌 - SAKURA*TRICK【春香&優】［高山春香（戸松遥）、園田優（井口裕香）］
「桜Sweet Kiss」（第8話）
作詞・作曲 - 石井伸昂 / 編曲 - 高木洋 / 歌 - SAKURA*TRICK［園田美月（藤田咲）♪乙川澄（麻倉もも）♪坂井理奈（遠藤ゆりか）］

挿入歌
「お昼休み」（第6話）
作詞 - 芳賀政哉 / 作曲 - 中西亮輔 / 編曲 - 中西亮輔・高橋諒 / 歌 - ハナビラヒラリ
「桜色モーメント」（第9話）
作詞 - 谷村大四郎、タチ / 作曲 - 中西亮輔 / 編曲 - 中西亮輔・芳賀政哉 / 歌 - モコ

### 各話リスト
| 話数    | サブタイトル                   | 脚本           | 絵コンテ        | 演出                    | 作画監督                                                             | 総作画監督        | 初放送日       |
| ------- | ------------------------------ | -------------- | --------------- | ----------------------- | -------------------------------------------------------------------- | ----------------- | -------------- |
| Trick1  | 桜色のはじまり                 | 武田浩介       | 石倉賢一        | 村田尚樹                | 森本浩文 石川洋一                                                    | 坂井久太          | 2014年 1月10日 |
| Trick1  | やきそばとベランダと女の子     | 武田浩介       | 石倉賢一        | 村田尚樹                | 森本浩文 石川洋一                                                    | 坂井久太          | 2014年 1月10日 |
| Trick2  | もうひとつの桜色               | 山田花名       | 田所修          | 森義博                  | 山内則康 猿渡聖加 鎌田均 梶浦紳一郎                                  | 坂井久太 森本浩文 | 1月17日        |
| Trick2  | 放課後はハリーちゃんと♡        | 山田花名       | 田所修          | 森義博                  | 山内則康 猿渡聖加 鎌田均 梶浦紳一郎                                  | 坂井久太 森本浩文 | 1月17日        |
| Trick3  | 会長はお姉ちゃん               | 谷村大四郎     | 南康宏          | 久保太郎                | 小川エリ 西尾智恵 佐藤麻里那                                         | 坂井久太 森本浩文 | 1月24日        |
| Trick3  | プール掃除でお約束             | 谷村大四郎     | 南康宏          | 久保太郎                | 小川エリ 西尾智恵 佐藤麻里那                                         | 坂井久太 森本浩文 | 1月24日        |
| Trick4  | すっぱい大作戦?                | 山田花名       | 阿部達也        | 木村延景                | 加藤万由子 松尾亜希子                                                | 坂井久太 森本浩文 | 1月31日        |
| Trick4  | もしかして肝試し!?             | 山田花名       | 阿部達也        | 木村延景                | 加藤万由子 松尾亜希子                                                | 坂井久太 森本浩文 | 1月31日        |
| Trick5  | お姉ちゃんとお茶しよう!        | 武田浩介       | 伊藤真朱        | 伊藤真朱                | 藤田正幸 浅井昭人 鎌田均                                             | 坂井久太 森本浩文 | 2月7日         |
| Trick5  | 魔女とリンゴとお姉ちゃんと     | 武田浩介       | 伊藤真朱        | 伊藤真朱                | 藤田正幸 浅井昭人 鎌田均                                             | 坂井久太 森本浩文 | 2月7日         |
| Trick6  | 文化祭だよ☆お泊まりです♡       | 谷村大四郎     | 小俣真一        | 村田尚樹                | 河南正昭 森本浩文 石川洋一 西尾智恵                                  | 坂井久太 森本浩文 | 2月14日        |
| Trick6  | 文化祭だよ☆本番です!           | 谷村大四郎     | 小俣真一        | 村田尚樹                | 河南正昭 森本浩文 石川洋一 西尾智恵                                  | 坂井久太 森本浩文 | 2月14日        |
| Trick7  | 水着でサービス☆ポロリもあるよ♡ | 武田浩介       | 名村英敏        | 南康宏                  | 出野喜則 築山翔太 木村友美                                           | 坂井久太 森本浩文 | 2月21日        |
| Trick7  | 優ちゃんとお買い物♡            | 武田浩介       | 名村英敏        | 南康宏                  | 出野喜則 築山翔太 木村友美                                           | 坂井久太 森本浩文 | 2月21日        |
| Trick8  | 桜色のウエディング             | しみやすくろね | 中野英明        | 中野英明                | 西尾智恵 鎌田均 大塚八愛 藤田正幸 實藤晴香 石川洋一                  | 坂井久太 森本浩文 | 2月28日        |
| Trick8  | 桜色なクリスマス               | しみやすくろね | 中野英明        | 中野英明                | 西尾智恵 鎌田均 大塚八愛 藤田正幸 實藤晴香 石川洋一                  | 坂井久太 森本浩文 | 2月28日        |
| Trick9  | 年末デビューのS・B・J・K       | 谷村大四郎     | 宮尾佳和        | 久保太郎 吉田俊司       | 森本浩文 桜井正明 浅井昭人 飯飼一幸 加藤万由子                       | 坂井久太 森本浩文 | 3月7日         |
| Trick9  | 続・すっぱい大作戦!?           | 谷村大四郎     | 宮尾佳和        | 久保太郎 吉田俊司       | 森本浩文 桜井正明 浅井昭人 飯飼一幸 加藤万由子                       | 坂井久太 森本浩文 | 3月7日         |
| Trick9  | ゆずちゃん風になる!            | 谷村大四郎     | 宮尾佳和        | 久保太郎 吉田俊司       | 森本浩文 桜井正明 浅井昭人 飯飼一幸 加藤万由子                       | 坂井久太 森本浩文 | 3月7日         |
| Trick10 | 雪の日と思い出と衝撃           | 山田花名       | 石倉賢一 南康宏 | 小野田雄亮              | 石川洋一 小川エリ 出野喜則 築山翔太 木村友美 ひのたかふみ 岡田雅人   | 坂井久太 森本浩文 | 3月14日        |
| Trick10 | 体育倉庫でお約束               | 山田花名       | 石倉賢一 南康宏 | 小野田雄亮              | 石川洋一 小川エリ 出野喜則 築山翔太 木村友美 ひのたかふみ 岡田雅人   | 坂井久太 森本浩文 | 3月14日        |
| Trick10 | 笑って♡理奈ちゃん              | 山田花名       | 石倉賢一 南康宏 | 小野田雄亮              | 石川洋一 小川エリ 出野喜則 築山翔太 木村友美 ひのたかふみ 岡田雅人   | 坂井久太 森本浩文 | 3月14日        |
| Trick11 | 会長はスミスミなのじゃ!        | 武田浩介       | 木村延景        | 木村延景                | 森本浩文 小野可奈子 藤田正幸 鎌田均 渡部桂太 大塚八愛                | 坂井久太 森本浩文 | 3月21日        |
| Trick11 | 桜色の真実                     | 武田浩介       | 木村延景        | 木村延景                | 森本浩文 小野可奈子 藤田正幸 鎌田均 渡部桂太 大塚八愛                | 坂井久太 森本浩文 | 3月21日        |
| Trick12 | プリンと美月の決意             | 谷村大四郎     | 小俣真一        | 久保太郎 わたなべひろし | 木村友美 石川洋一 亀谷響子 ウクレレ善似郎 浅井昭人 北原広大 森本浩文 | 坂井久太 森本浩文 | 3月28日        |
| Trick12 | 桜Trick                        | 谷村大四郎     | 小俣真一        | 久保太郎 わたなべひろし | 木村友美 石川洋一 亀谷響子 ウクレレ善似郎 浅井昭人 北原広大 森本浩文 | 坂井久太 森本浩文 | 3月28日        |

### 放送局
| 放送地域   | 放送局             | 放送期間                | 放送日時                     | 放送系列   | 備考   |
| ---------- | ------------------ | ----------------------- | ---------------------------- | ---------- | ------ |
| 関東広域圏 | TBSテレビ          | 2014年1月10日 - 3月28日 | 金曜 1:58 - 2:28（木曜深夜） | TBS系列    | 製作局 |
| 近畿広域圏 | 毎日放送           | 2014年1月14日 - 4月1日  | 火曜 3:25 - 3:55（月曜深夜） | TBS系列    |        |
| 中京広域圏 | 中部日本放送       | 2014年1月17日 - 4月4日  | 金曜 3:13 - 3:43（木曜深夜） | TBS系列    |        |
| 日本全域   | TBSチャンネル1     | 2014年1月18日 - 4月5日  | 土曜 22:30 - 23:00           | CS放送     |        |
| 日本全域   | BS-TBS             | 2014年1月19日 - 4月6日  | 日曜 1:30 - 2:00             | BS放送     |        |
| 日本全域   | ニコニコ生放送     | 2014年1月21日 - 4月8日  | 火曜 23:30 - 24:00           | ネット配信 |        |
| 日本全域   | ニコニコチャンネル | 2014年1月22日 - 4月9日  | 水曜 0:00 更新               | ネット配信 |        |
| 日本全域   | バンダイチャンネル | 2014年1月22日 - 4月9日  | 水曜 12:00 更新              | ネット配信 |        |

### Blu-ray / DVD
| 巻  | 発売日        | 収録話          | 規格品番   | 規格品番   |
| 巻  | 発売日        | 収録話          | BD         | DVD        |
| --- | ------------- | --------------- | ---------- | ---------- |
| 1   | 2014年3月19日 | 第1話 - 第2話   | PCXE-50361 | PCBE-54491 |
| 2   | 2014年4月16日 | 第3話 - 第4話   | PCXE-50362 | PCBE-54492 |
| 3   | 2014年5月21日 | 第5話 - 第6話   | PCXE-50363 | PCBE-54493 |
| 4   | 2014年6月18日 | 第7話 - 第8話   | PCXE-50364 | PCBE-54494 |
| 5   | 2014年7月16日 | 第9話 - 第10話  | PCXE-50365 | PCBE-54495 |
| 6   | 2014年8月20日 | 第11話 - 第12話 | PCXE-50366 | PCBE-54496 |
| BOX | 2016年3月16日 | 第1話 - 第12話  | PCXE-50585 | -          |

### 動画配信
『「コト×しず」のおはモニコ生！』のタイトルで、2013年12月23日から2014年5月7日までニコニコ生放送にて放送されていたインターネット番組。全5回。毎月1回、21:00 - 22:00配信。
出演者
- 相坂優歌（野田コトネ役）
- 五十嵐裕美（南しずく役）

| TBS 金曜1:58 - 2:28（木曜深夜）     | TBS 金曜1:58 - 2:28（木曜深夜） | TBS 金曜1:58 - 2:28（木曜深夜） |
| 前番組                              | 番組名                          | 次番組                          |
| ----------------------------------- | ------------------------------- | ------------------------------- |
| IS 〈インフィニット・ストラトス〉 2 | 桜Trick                         | 僕らはみんな河合荘 ※2:16 - 2:46 |

## ゲーム
きららファンタジア
ドリコムによるスマートフォン向けアプリゲーム。2017年12月27日から新規参戦。
「まんがタイムきららシリーズ」のキャラクターが多数登場し、本作からも複数名のキャラクターが登場。